# EuroBusExpress
EuroBusExpress war ein Zusammenschluss von mehreren europäischen Busunternehmen, die ein europaweites Netz internationaler Fernbuslinien unterhielten. Anfang des 21. Jahrhunderts erfolgte die Auflösung.
2010 war ein Teil der Unternehmen bereits nicht mehr existent, die Homepage offline und die Marke nur noch durch die ehemalige deutsche Vertretung Gullivers Reisen Berlin repräsentiert.

## Netz
Das Netz erstreckte sich über weite Teile Europas von Portugal über Andorra bis Russland und von Norwegen über Österreich bis Ungarn.
Besonders in den osteuropäischen Ländern sind die Fernreisebusse eines der wichtigsten Verkehrsmittel im grenzüberschreitenden Verkehr. Auch Jugendliche und andere besonders preissensitive Menschen nutzen sie gern als günstiges Reisemittel zu den Stränden Südeuropas oder Metropolen wie London oder Paris.
Mit Eurolines existiert ein ähnlicher, jedoch größerer, Zusammenschluss.

## Unternehmen
Der Verkehrsunternehmensverbund EUROBUSEXPRESS (UK) Ltd. war ein in London ansässiges Unternehmen. Die Verkehre wurden durch die Partnerunternehmen abgewickelt, welche auch Inhaber der Konzessionen waren bzw. noch sind.

### Deutschland
Deutscher Vertreter von EuroBusExpress war Gullivers Reisen Berlin.
Dessen Name leitet sich ab von Gullivers Reisen, dem bekanntesten Werk des irischen Schriftstellers Jonathan Swift.
Gullivers wurde 1982 in Berlin gegründet und betrieb von 1989 bis 2010 internationalen Linienverkehr mit Reisebussen. Weitere Geschäftsbereiche sind Gelegenheitsverkehr wie Stadtrundfahrten sowie ein Tochterunternehmen für Bus- und Autovermietung. Eine Niederlassung existierte in Kopenhagen, zur Abwicklung des Verkehrs nach Skandinavien. Sämtliche Linien begannen ab ZOB Berlin.
Im nationalen Fernbuslinienverkehr war Gullivers als Subunternehmer von Schmidt-Reisen auf der Nordseebäderlinie aktiv.
Ab 2007 war Gullivers Reisen Generalagentur Berlin-Brandenburg für die Deutsche Touring und somit Vermittler für den von Berlin ausgehenden Verkehr der Eurolines. Das Unternehmen bietet seit 2008 über die Tochtergesellschaft Gullivers Kompetenz, Zentrum für berufliche Aus- und Weiterbildung OHG Qualifikationen im Rahmen des Berufskraftfahrer-Qualifikations-Gesetzes an.
Die Tochtergesellschaft EuroBusExpress GmbH bot unter dem Markennamen PostBusExpress in Kooperation mit Busgods Paket- und Kleintransporte zwischen Deutschland, Dänemark und Schweden an. Die Marke nutzt seit 2011 ein holländisches Unternehmen.

### Frankreich und Großbritannien
Anglia Lines war der britische und französische Vertreter von EuroBusExpress. Das in St Neots ansässige Unternehmen wurde am 16. Februar 2010 aufgelöst.

### Spanien
Spanischer Vertreter von EuroBusExpress war Starbus mit Sitz in Valencia. Weitere Niederlassungen bestehen in Alicante, Castellon und Barcelona.
Betrieben werden Linien von der spanischen Mittelmeerküste nach Andorra (Escaldes), Belgien, Luxemburg und in die Niederlande sowie von Barcelona nach Frankreich, Belgien und in die Niederlande.